# Кургашка
Курга́шка (баш. Ҡурға́ш) — деревня в Белокатайском районе Республики Башкортостан Российской Федерации. Входит в состав Карлыхановского сельсовета. 

## География

### Географическое положение
Расстояние до:
- районного центра (Новобелокатай): 55 км,
- центра сельсовета (Карлыханово): 14 км,
- ближайшей ж/д станции (Ункурда): 90 км.

## Население
| 2002 | 2009 | 2010 |
| ---- | ---- | ---- |
| 42   | ↘26  | ↘13  |

Согласно переписи 2002 года, преобладающая национальность — башкиры (100 %).